# فریدام (یوتا)
فریدام (به انگلیسی: Freedom) یک منطقهٔ مسکونی در ایالات متحده آمریکا است که در شهرستان سنپیت، یوتا واقع شده‌است. فریدام ۱٬۷۶۳٫۹ متر بالاتر از سطح دریا واقع شده‌است.